# Bemer Cyclassics 2023
La Bemer Cyclassics 2023 fou la 26a edició de la Bemer Cyclassics. La cursa es disputà el 20 d'agost de 2023 i tingué l'inici i final a Hamburg, Alemanya. La cursa fou el 28è esdeveniment de l'UCI World Tour 2023.
El vencedor fou per danès Mads Pedersen (Trek-Segafredo), qui s'imposà sobre el neerlandès Danny van Poppel (Bora-Hansgrohe) i l'italià Elia Viviani (Ineos Grenadiers), qui quedaren segon i tercer respectivament, durant l'esprint final.

## Equips
Un total de 21 equips participaren en aquesta edició de la Bemer Cyclassics, dels quals, 18 són els equips World Tour i 3 són UCI ProTeams:
| WorldTeams (18)- AG2R Citroën Team - Alpecin-Deceuninck - Astana Qazaqstan Team - Bahrain Victorious - Bora-Hansgrohe - Cofidis - EF Education-EasyPost - Groupama-FDJ - Ineos Grenadiers - Intermarché-Circus-Wanty - Jumbo-Visma - Lidl-Trek - Movistar Team - Soudal Quick-Step - Arkéa-Samsic - Team DSM-Firmenich - Team Jayco AlUla - UAE Team Emirates ProTeams (3)- Israel-Premier Tech - Lotto Dstny - TotalEnergies |
| |

## Classificació final
| \| Classificació general \| Classificació general \| Classificació general \| Classificació general \| Classificació general \| \| Corredor \| Corredor \| Equip \| Temps \| \| \| --------------------- \| ----------------------- \| ------------------------ \| --------------------- \| --------------------- \| \| 1r \| Mads Pedersen \| Lidl-Trek \| 4h 36' 35" \| \| \| 2n \| Danny van Poppel \| Bora-Hansgrohe \| + 0" \| \| \| 3r \| Elia Viviani \| Ineos Grenadiers \| + 0" \| \| \| 4t \| Arnaud Démare \| Arkéa-Samsic \| + 0" \| \| \| 5è \| Laurence Pithie \| Groupama-FDJ \| + 0" \| \| \| 6è \| Yves Lampaert \| Soudal Quick-Step \| + 0" \| \| \| 7è \| Arnaud De Lie \| Lotto Dstny \| + 0" \| \| \| 8è \| Nils Politt \| Bora-Hansgrohe \| + 0" \| \| \| 9è \| Max Kanter \| Movistar Team \| + 0" \| \| \| 10è \| Marc Hirschi \| UAE Team Emirates \| + 0" \| \| \| 11è \| Florian Sénéchal \| Soudal Quick-Step \| + 0" \| \| \| 12è \| Brandon McNulty \| UAE Team Emirates \| + 0" \| \| \| 13è \| Madis Mihkels \| Intermarché-Circus-Wanty \| + 0" \| \| \| 14è \| Dries Van Gestel \| TotalEnergies \| + 0" \| \| \| 15è \| Ethan Vernon \| Soudal Quick-Step \| + 0" \| \| \| 16è \| Olav Kooij \| Jumbo-Visma \| + 0" \| \| \| 17è \| Dylan Groenewegen \| Team Jayco AlUla \| + 0" \| \| \| 18è \| Owain Doull \| EF Education-EasyPost \| + 0" \| \| \| 19è \| Alexander Aranburu Deba \| Movistar Team \| + 0" \| \| \| 20è \| Jake Stewart \| Groupama-FDJ \| + 0" \| \| |                         |                          |            |
| |                         |                          |            |
| Font: ProCyclingStats |                         |                          |            |
| Classificació general |                         |                          |            |
| Corredor | Corredor                | Equip                    | Temps      |
| 1r | Mads Pedersen           | Lidl-Trek                | 4h 36' 35" |
| 2n | Danny van Poppel        | Bora-Hansgrohe           | + 0"       |
| 3r | Elia Viviani            | Ineos Grenadiers         | + 0"       |
| 4t | Arnaud Démare           | Arkéa-Samsic             | + 0"       |
| 5è | Laurence Pithie         | Groupama-FDJ             | + 0"       |
| 6è | Yves Lampaert           | Soudal Quick-Step        | + 0"       |
| 7è | Arnaud De Lie           | Lotto Dstny              | + 0"       |
| 8è | Nils Politt             | Bora-Hansgrohe           | + 0"       |
| 9è | Max Kanter              | Movistar Team            | + 0"       |
| 10è | Marc Hirschi            | UAE Team Emirates        | + 0"       |
| 11è | Florian Sénéchal        | Soudal Quick-Step        | + 0"       |
| 12è | Brandon McNulty         | UAE Team Emirates        | + 0"       |
| 13è | Madis Mihkels           | Intermarché-Circus-Wanty | + 0"       |
| 14è | Dries Van Gestel        | TotalEnergies            | + 0"       |
| 15è | Ethan Vernon            | Soudal Quick-Step        | + 0"       |
| 16è | Olav Kooij              | Jumbo-Visma              | + 0"       |
| 17è | Dylan Groenewegen       | Team Jayco AlUla         | + 0"       |
| 18è | Owain Doull             | EF Education-EasyPost    | + 0"       |
| 19è | Alexander Aranburu Deba | Movistar Team            | + 0"       |
| 20è | Jake Stewart            | Groupama-FDJ             | + 0"       |

## Llista de participants
| Bora-Hansgrohe BOH | Bora-Hansgrohe BOH          | Bora-Hansgrohe BOH |
| ------------------ | --------------------------- | ------------------ |
| Núm                | Ciclista                    | Pos                |
| 1                  | Marco Haller (AUT)          | 56è                |
| 2                  | Patrick Gamper (AUT)        | 68è                |
| 3                  | Maximilian Schachmann (GER) | 92è                |
| 4                  | Ryan Mullen (IRL)           | 137è               |
| 5                  | Nils Politt (GER)           | 8è                 |
| 6                  | Danny van Poppel (NED)      | 2n                 |
| 7                  | Sam Bennett (IRL)           | DNF                |

| AG2R Citroën Team ACT | AG2R Citroën Team ACT   | AG2R Citroën Team ACT |
| --------------------- | ----------------------- | --------------------- |
| Núm                   | Ciclista                | Pos                   |
| 11                    | Stan Dewulf (BEL)       | 46è                   |
| 12                    | Pierre Gautherat (FRA)  | 24è                   |
| 13                    | Lawrence Naesen (BEL)   | 32è                   |
| 14                    | Oliver Naesen (BEL)     | 65è                   |
| 15                    | Antoine Raugel (FRA)    | 89è                   |
| 16                    | Bastien Tronchon (FRA)  | 123è                  |
| 17                    | Greg Van Avermaet (BEL) | 45è                   |

| Alpecin-Deceuninck ADC | Alpecin-Deceuninck ADC      | Alpecin-Deceuninck ADC |
| ---------------------- | --------------------------- | ---------------------- |
| Núm                    | Ciclista                    | Pos                    |
| 21                     | Quinten Hermans (BEL)       | 55è                    |
| 22                     | Fabio Van den Bossche (BEL) | 49è                    |
| 23                     | Ramon Sinkeldam (NED)       | 83è                    |
| 24                     | Kristian Sbaragli (ITA)     | 26è                    |
| 25                     | Oscar Riesebeek (NED)       | 52è                    |
| 26                     | Alexander Krieger (GER)     | 136è                   |
| 27                     | Michael Gogl (AUT)          | 41è                    |

| Astana Qazaqstan Team AST | Astana Qazaqstan Team AST   | Astana Qazaqstan Team AST |
| ------------------------- | --------------------------- | ------------------------- |
| Núm                       | Ciclista                    | Pos                       |
| 31                        | Cees Bol (NED)              | 22è                       |
| 32                        | Leonardo Basso (ITA)        | 130è                      |
| 33                        | Dmitri Grúzdev (KAZ)        | 86è                       |
| 34                        | Ievgueni Guiditx (KAZ)      | 118è                      |
| 35                        | Davide Martinelli (ITA)     | 90è                       |
| 36                        | Simone Velasco (ITA) (ruta) | 40è                       |
| 37                        | Gleb Syrica                 | 81è                       |

| Bahrain Victorious TBV | Bahrain Victorious TBV | Bahrain Victorious TBV |
| ---------------------- | ---------------------- | ---------------------- |
| Núm                    | Ciclista               | Pos                    |
| 41                     | Yukiya Arashiro (JPN)  | 37è                    |
| 42                     | Nikias Arndt (GER)     | 25è                    |
| 43                     | Nicolò Buratti (ITA)   | 50è                    |
| 44                     | Matevž Govekar (SLO)   | 34è                    |
| 45                     | Jonathan Milan (ITA)   | 113è                   |
| 46                     | Andrea Pasqualon (ITA) | 48è                    |
| 47                     | Cameron Scott (AUS)    | 125è                   |

| Cofidis COF | Cofidis COF              | Cofidis COF |
| ----------- | ------------------------ | ----------- |
| Núm         | Ciclista                 | Pos         |
| 51          | Max Walscheid (GER)      | 85è         |
| 52          | André Carvalho (POR)     | 108è        |
| 53          | Davide Cimolai (ITA)     | 78è         |
| 55          | Alexandre Delettre (FRA) | 36è         |
| 56          | Eddy Finé (FRA)          | 109è        |
| 57          | Harrison Wood (GBR)      | 75è         |

| EF Education-EasyPost EFE | EF Education-EasyPost EFE | EF Education-EasyPost EFE |
| ------------------------- | ------------------------- | ------------------------- |
| Núm                       | Ciclista                  | Pos                       |
| 61                        | Alberto Bettiol (ITA)     | 35è                       |
| 62                        | Owain Doull (GBR)         | 18è                       |
| 63                        | Mark Padun (UKR)          | DNF                       |
| 64                        | Jonas Rutsch (GER)        | 42è                       |
| 65                        | James Shaw (GBR)          | 116è                      |
| 66                        | Julius van den Berg (NED) | 33è                       |
| 67                        | Łukasz Wiśniowski (POL)   | 66è                       |

| Groupama-FDJ GFC | Groupama-FDJ GFC          | Groupama-FDJ GFC |
| ---------------- | ------------------------- | ---------------- |
| Núm              | Ciclista                  | Pos              |
| 71               | Ignatas Konovalovas (LTU) | 104è             |
| 72               | Olivier Le Gac (FRA)      | 102è             |
| 73               | Laurence Pithie (NZL)     | 5è               |
| 74               | Miles Scotson (AUS)       | 106è             |
| 75               | Jake Stewart (GBR)        | 20è              |
| 76               | Lars van den Berg (NED)   | 54è              |
| 77               | Bram Welten (NED)         | 43è              |

| Ineos Grenadiers IGD | Ineos Grenadiers IGD   | Ineos Grenadiers IGD |
| -------------------- | ---------------------- | -------------------- |
| Núm                  | Ciclista               | Pos                  |
| 81                   | Ethan Hayter (GBR)     | 67è                  |
| 82                   | Luke Rowe (GBR)        | 117è                 |
| 83                   | Salvatore Puccio (ITA) | 107è                 |
| 84                   | Connor Swift (GBR)     | 60è                  |
| 85                   | Joshua Tarling (GBR)   | 99è                  |
| 86                   | Elia Viviani (ITA)     | 3r                   |
| 87                   | Cameron Wurf (AUS)     | 133è                 |

| Intermarché-Circus-Wanty ICW | Intermarché-Circus-Wanty ICW | Intermarché-Circus-Wanty ICW |
| ---------------------------- | ---------------------------- | ---------------------------- |
| Núm                          | Ciclista                     | Pos                          |
| 91                           | Julius Johansen (DEN)        | 94è                          |
| 92                           | Arne Marit (BEL)             | 21è                          |
| 93                           | Madis Mihkels (EST)          | 13è                          |
| 94                           | Adrien Petit (FRA)           | 96è                          |
| 95                           | Baptiste Planckaert (BEL)    | 87è                          |
| 96                           | Loïc Vliegen (BEL)           | DNF                          |
| 97                           | Georg Zimmermann (GER)       | 47è                          |

| Jumbo-Visma TJV | Jumbo-Visma TJV          | Jumbo-Visma TJV |
| --------------- | ------------------------ | --------------- |
| Núm             | Ciclista                 | Pos             |
| 101             | Mick van Dijke (NED)     | 77è             |
| 102             | Timo Roosen (NED)        | 110è            |
| 103             | Tim Van Dijke (NED)      | 39è             |
| 104             | Jos van Emden (NED)      | DNF             |
| 105             | Lennard Hofstede (NED)   | DNF             |
| 106             | Olav Kooij (NED)         | 16è             |
| 107             | Tosh Van der Sande (BEL) | 76è             |

| Lidl-Trek LTK | Lidl-Trek LTK              | Lidl-Trek LTK |
| ------------- | -------------------------- | ------------- |
| Núm           | Ciclista                   | Pos           |
| 111           | Dario Cataldo (ITA)        | DNF           |
| 112           | Daan Hoole (NED)           | 70è           |
| 113           | Alex Kirsch (LUX) (ruta)   | 101è          |
| 114           | Emīls Liepiņš (LAT) (ruta) | 80è           |
| 115           | Mads Pedersen (DEN)        | 1r            |
| 116           | Toms Skujiņš (LAT)         | 30è           |
| 117           | Mathias Vacek (CZE) (ruta) | 59è           |

| Movistar Team MOV | Movistar Team MOV              | Movistar Team MOV |
| ----------------- | ------------------------------ | ----------------- |
| Núm               | Ciclista                       | Pos               |
| 121               | Alexander Aranburu Deba (ESP)  | 19è               |
| 122               | Albert Torres Barceló (ESP)    | 98è               |
| 123               | Juri Hollmann (GER)            | 97è               |
| 124               | Max Kanter (GER)               | 9è                |
| 125               | Gregor Mühlberger (AUT) (ruta) | 58è               |
| 126               | Sergio Samitier (ESP)          | 132è              |
| 127               | Abner González (PUR)           | 100è              |

| Soudal Quick-Step SOQ | Soudal Quick-Step SOQ    | Soudal Quick-Step SOQ |
| --------------------- | ------------------------ | --------------------- |
| Núm                   | Ciclista                 | Pos                   |
| 131                   | Tim Declercq (BEL)       | 88è                   |
| 132                   | Yves Lampaert (BEL)      | 6è                    |
| 133                   | Tim Merlier (BEL)        | 95è                   |
| 134                   | Florian Sénéchal (FRA)   | 11è                   |
| 135                   | Bert Van Lerberghe (BEL) | 57è                   |
| 136                   | Stan Van Tricht (BEL)    | 61è                   |
| 137                   | Ethan Vernon (GBR)       | 15è                   |

| Arkéa-Samsic ARK | Arkéa-Samsic ARK        | Arkéa-Samsic ARK |
| ---------------- | ----------------------- | ---------------- |
| Núm              | Ciclista                | Pos              |
| 141              | Clément Russo (FRA)     | 103è             |
| 142              | Anthony Delaplace (FRA) | 53è              |
| 143              | Matis Louvel (FRA)      | 127è             |
| 144              | Daniel McLay (GBR)      | 129è             |
| 145              | Arnaud Démare (FRA)     | 4t               |
| 146              | Łukasz Owsian (POL)     | 119è             |
| 147              | Alan Riou (FRA)         | 131è             |

| Team DSM-Firmenich DSM | Team DSM-Firmenich DSM    | Team DSM-Firmenich DSM |
| ---------------------- | ------------------------- | ---------------------- |
| Núm                    | Ciclista                  | Pos                    |
| 151                    | Florian Stork (GER)       | 51è                    |
| 152                    | Martijn Tusveld (NED)     | 120è                   |
| 153                    | Alexander Edmondson (AUS) | 84è                    |
| 154                    | Nils Eekhoff (NED)        | 111è                   |
| 155                    | Niklas Märkl (GER)        | 74è                    |
| 156                    | Marius Mayrhofer (GER)    | 31è                    |
| 157                    | Tim Naberman (NED)        | 124è                   |

| Team Jayco AlUla JAY | Team Jayco AlUla JAY          | Team Jayco AlUla JAY |
| -------------------- | ----------------------------- | -------------------- |
| Núm                  | Ciclista                      | Pos                  |
| 161                  | Luke Durbridge (AUS)          | 134è                 |
| 162                  | Felix Engelhardt (GER)        | 71è                  |
| 163                  | Dylan Groenewegen (NED)       | 17è                  |
| 164                  | Elmar Reinders (NED)          | 91è                  |
| 165                  | Christopher Juul-Jensen (DEN) | 122è                 |
| 166                  | Lucas Hamilton (AUS)          | 69è                  |
| 167                  | Lukas Pöstlberger (AUT)       | DNF                  |

| UAE Team Emirates UAD | UAE Team Emirates UAD      | UAE Team Emirates UAD |
| --------------------- | -------------------------- | --------------------- |
| Núm                   | Ciclista                   | Pos                   |
| 171                   | Pascal Ackermann (GER)     | 121è                  |
| 172                   | Alessandro Covi (ITA)      | DNF                   |
| 173                   | Vegard Stake Laengen (NOR) | DNF                   |
| 174                   | Marc Hirschi (SUI) (ruta)  | 10è                   |
| 175                   | Brandon McNulty (USA)      | 12è                   |
| 176                   | Diego Ulissi (ITA)         | 44è                   |
| 177                   | Tim Wellens (BEL)          | 82è                   |

| Lotto Dstny LTD | Lotto Dstny LTD           | Lotto Dstny LTD |
| --------------- | ------------------------- | --------------- |
| Núm             | Ciclista                  | Pos             |
| 181             | Jarrad Drizners (AUS)     | 105è            |
| 182             | Johannes Adamietz (GER)   | 135è            |
| 183             | Cedric Beullens (BEL)     | 64è             |
| 184             | Arnaud De Lie (BEL)       | 7è              |
| 185             | Michael Schwarzmann (GER) | 128è            |
| 186             | Harry Sweeny (AUS)        | 126è            |
| 187             | Rüdiger Selig (GER)       | 115è            |

| TotalEnergies TEN | TotalEnergies TEN          | TotalEnergies TEN |
| ----------------- | -------------------------- | ----------------- |
| Núm               | Ciclista                   | Pos               |
| 191               | Edvald Boasson Hagen (NOR) | 38è               |
| 192               | Émilien Jeannière (FRA)    | 28è               |
| 193               | Daniel Oss (ITA)           | 79è               |
| 194               | Julien Simon (FRA)         | 112è              |
| 195               | Anthony Turgis (FRA)       | 93è               |
| 196               | Dries Van Gestel (BEL)     | 14è               |
| 197               | Mattéo Vercher (FRA)       | 63è               |

| Israel-Premier Tech IPT | Israel-Premier Tech IPT     | Israel-Premier Tech IPT |
| ----------------------- | --------------------------- | ----------------------- |
| Núm                     | Ciclista                    | Pos                     |
| 201                     | Itamar Einhorn (ISR) (ruta) | 114è                    |
| 202                     | Taj Jones (AUS)             | 72è                     |
| 203                     | Giacomo Nizzolo (ITA)       | 29è                     |
| 204                     | Jens Reynders (BEL)         | 73è                     |
| 205                     | Corbin Strong (NZL)         | 27è                     |
| 206                     | Tom Van Asbroeck (BEL)      | 23è                     |
| 207                     | Rick Zabel (GER)            | 62è                     |

| Bora-Hansgrohe BOH | Bora-Hansgrohe BOH          | Bora-Hansgrohe BOH |
| ------------------ | --------------------------- | ------------------ |
| Núm                | Ciclista                    | Pos                |
| 1                  | Marco Haller (AUT)          | 56è                |
| 2                  | Patrick Gamper (AUT)        | 68è                |
| 3                  | Maximilian Schachmann (GER) | 92è                |
| 4                  | Ryan Mullen (IRL)           | 137è               |
| 5                  | Nils Politt (GER)           | 8è                 |
| 6                  | Danny van Poppel (NED)      | 2n                 |
| 7                  | Sam Bennett (IRL)           | DNF                |

| AG2R Citroën Team ACT | AG2R Citroën Team ACT   | AG2R Citroën Team ACT |
| --------------------- | ----------------------- | --------------------- |
| Núm                   | Ciclista                | Pos                   |
| 11                    | Stan Dewulf (BEL)       | 46è                   |
| 12                    | Pierre Gautherat (FRA)  | 24è                   |
| 13                    | Lawrence Naesen (BEL)   | 32è                   |
| 14                    | Oliver Naesen (BEL)     | 65è                   |
| 15                    | Antoine Raugel (FRA)    | 89è                   |
| 16                    | Bastien Tronchon (FRA)  | 123è                  |
| 17                    | Greg Van Avermaet (BEL) | 45è                   |

| Alpecin-Deceuninck ADC | Alpecin-Deceuninck ADC      | Alpecin-Deceuninck ADC |
| ---------------------- | --------------------------- | ---------------------- |
| Núm                    | Ciclista                    | Pos                    |
| 21                     | Quinten Hermans (BEL)       | 55è                    |
| 22                     | Fabio Van den Bossche (BEL) | 49è                    |
| 23                     | Ramon Sinkeldam (NED)       | 83è                    |
| 24                     | Kristian Sbaragli (ITA)     | 26è                    |
| 25                     | Oscar Riesebeek (NED)       | 52è                    |
| 26                     | Alexander Krieger (GER)     | 136è                   |
| 27                     | Michael Gogl (AUT)          | 41è                    |

| Astana Qazaqstan Team AST | Astana Qazaqstan Team AST   | Astana Qazaqstan Team AST |
| ------------------------- | --------------------------- | ------------------------- |
| Núm                       | Ciclista                    | Pos                       |
| 31                        | Cees Bol (NED)              | 22è                       |
| 32                        | Leonardo Basso (ITA)        | 130è                      |
| 33                        | Dmitri Grúzdev (KAZ)        | 86è                       |
| 34                        | Ievgueni Guiditx (KAZ)      | 118è                      |
| 35                        | Davide Martinelli (ITA)     | 90è                       |
| 36                        | Simone Velasco (ITA) (ruta) | 40è                       |
| 37                        | Gleb Syrica                 | 81è                       |

| Bahrain Victorious TBV | Bahrain Victorious TBV | Bahrain Victorious TBV |
| ---------------------- | ---------------------- | ---------------------- |
| Núm                    | Ciclista               | Pos                    |
| 41                     | Yukiya Arashiro (JPN)  | 37è                    |
| 42                     | Nikias Arndt (GER)     | 25è                    |
| 43                     | Nicolò Buratti (ITA)   | 50è                    |
| 44                     | Matevž Govekar (SLO)   | 34è                    |
| 45                     | Jonathan Milan (ITA)   | 113è                   |
| 46                     | Andrea Pasqualon (ITA) | 48è                    |
| 47                     | Cameron Scott (AUS)    | 125è                   |

| Cofidis COF | Cofidis COF              | Cofidis COF |
| ----------- | ------------------------ | ----------- |
| Núm         | Ciclista                 | Pos         |
| 51          | Max Walscheid (GER)      | 85è         |
| 52          | André Carvalho (POR)     | 108è        |
| 53          | Davide Cimolai (ITA)     | 78è         |
| 55          | Alexandre Delettre (FRA) | 36è         |
| 56          | Eddy Finé (FRA)          | 109è        |
| 57          | Harrison Wood (GBR)      | 75è         |

| EF Education-EasyPost EFE | EF Education-EasyPost EFE | EF Education-EasyPost EFE |
| ------------------------- | ------------------------- | ------------------------- |
| Núm                       | Ciclista                  | Pos                       |
| 61                        | Alberto Bettiol (ITA)     | 35è                       |
| 62                        | Owain Doull (GBR)         | 18è                       |
| 63                        | Mark Padun (UKR)          | DNF                       |
| 64                        | Jonas Rutsch (GER)        | 42è                       |
| 65                        | James Shaw (GBR)          | 116è                      |
| 66                        | Julius van den Berg (NED) | 33è                       |
| 67                        | Łukasz Wiśniowski (POL)   | 66è                       |

| Groupama-FDJ GFC | Groupama-FDJ GFC          | Groupama-FDJ GFC |
| ---------------- | ------------------------- | ---------------- |
| Núm              | Ciclista                  | Pos              |
| 71               | Ignatas Konovalovas (LTU) | 104è             |
| 72               | Olivier Le Gac (FRA)      | 102è             |
| 73               | Laurence Pithie (NZL)     | 5è               |
| 74               | Miles Scotson (AUS)       | 106è             |
| 75               | Jake Stewart (GBR)        | 20è              |
| 76               | Lars van den Berg (NED)   | 54è              |
| 77               | Bram Welten (NED)         | 43è              |

| Ineos Grenadiers IGD | Ineos Grenadiers IGD   | Ineos Grenadiers IGD |
| -------------------- | ---------------------- | -------------------- |
| Núm                  | Ciclista               | Pos                  |
| 81                   | Ethan Hayter (GBR)     | 67è                  |
| 82                   | Luke Rowe (GBR)        | 117è                 |
| 83                   | Salvatore Puccio (ITA) | 107è                 |
| 84                   | Connor Swift (GBR)     | 60è                  |
| 85                   | Joshua Tarling (GBR)   | 99è                  |
| 86                   | Elia Viviani (ITA)     | 3r                   |
| 87                   | Cameron Wurf (AUS)     | 133è                 |

| Intermarché-Circus-Wanty ICW | Intermarché-Circus-Wanty ICW | Intermarché-Circus-Wanty ICW |
| ---------------------------- | ---------------------------- | ---------------------------- |
| Núm                          | Ciclista                     | Pos                          |
| 91                           | Julius Johansen (DEN)        | 94è                          |
| 92                           | Arne Marit (BEL)             | 21è                          |
| 93                           | Madis Mihkels (EST)          | 13è                          |
| 94                           | Adrien Petit (FRA)           | 96è                          |
| 95                           | Baptiste Planckaert (BEL)    | 87è                          |
| 96                           | Loïc Vliegen (BEL)           | DNF                          |
| 97                           | Georg Zimmermann (GER)       | 47è                          |

| Jumbo-Visma TJV | Jumbo-Visma TJV          | Jumbo-Visma TJV |
| --------------- | ------------------------ | --------------- |
| Núm             | Ciclista                 | Pos             |
| 101             | Mick van Dijke (NED)     | 77è             |
| 102             | Timo Roosen (NED)        | 110è            |
| 103             | Tim Van Dijke (NED)      | 39è             |
| 104             | Jos van Emden (NED)      | DNF             |
| 105             | Lennard Hofstede (NED)   | DNF             |
| 106             | Olav Kooij (NED)         | 16è             |
| 107             | Tosh Van der Sande (BEL) | 76è             |

| Lidl-Trek LTK | Lidl-Trek LTK              | Lidl-Trek LTK |
| ------------- | -------------------------- | ------------- |
| Núm           | Ciclista                   | Pos           |
| 111           | Dario Cataldo (ITA)        | DNF           |
| 112           | Daan Hoole (NED)           | 70è           |
| 113           | Alex Kirsch (LUX) (ruta)   | 101è          |
| 114           | Emīls Liepiņš (LAT) (ruta) | 80è           |
| 115           | Mads Pedersen (DEN)        | 1r            |
| 116           | Toms Skujiņš (LAT)         | 30è           |
| 117           | Mathias Vacek (CZE) (ruta) | 59è           |

| Movistar Team MOV | Movistar Team MOV              | Movistar Team MOV |
| ----------------- | ------------------------------ | ----------------- |
| Núm               | Ciclista                       | Pos               |
| 121               | Alexander Aranburu Deba (ESP)  | 19è               |
| 122               | Albert Torres Barceló (ESP)    | 98è               |
| 123               | Juri Hollmann (GER)            | 97è               |
| 124               | Max Kanter (GER)               | 9è                |
| 125               | Gregor Mühlberger (AUT) (ruta) | 58è               |
| 126               | Sergio Samitier (ESP)          | 132è              |
| 127               | Abner González (PUR)           | 100è              |

| Soudal Quick-Step SOQ | Soudal Quick-Step SOQ    | Soudal Quick-Step SOQ |
| --------------------- | ------------------------ | --------------------- |
| Núm                   | Ciclista                 | Pos                   |
| 131                   | Tim Declercq (BEL)       | 88è                   |
| 132                   | Yves Lampaert (BEL)      | 6è                    |
| 133                   | Tim Merlier (BEL)        | 95è                   |
| 134                   | Florian Sénéchal (FRA)   | 11è                   |
| 135                   | Bert Van Lerberghe (BEL) | 57è                   |
| 136                   | Stan Van Tricht (BEL)    | 61è                   |
| 137                   | Ethan Vernon (GBR)       | 15è                   |

| Arkéa-Samsic ARK | Arkéa-Samsic ARK        | Arkéa-Samsic ARK |
| ---------------- | ----------------------- | ---------------- |
| Núm              | Ciclista                | Pos              |
| 141              | Clément Russo (FRA)     | 103è             |
| 142              | Anthony Delaplace (FRA) | 53è              |
| 143              | Matis Louvel (FRA)      | 127è             |
| 144              | Daniel McLay (GBR)      | 129è             |
| 145              | Arnaud Démare (FRA)     | 4t               |
| 146              | Łukasz Owsian (POL)     | 119è             |
| 147              | Alan Riou (FRA)         | 131è             |

| Team DSM-Firmenich DSM | Team DSM-Firmenich DSM    | Team DSM-Firmenich DSM |
| ---------------------- | ------------------------- | ---------------------- |
| Núm                    | Ciclista                  | Pos                    |
| 151                    | Florian Stork (GER)       | 51è                    |
| 152                    | Martijn Tusveld (NED)     | 120è                   |
| 153                    | Alexander Edmondson (AUS) | 84è                    |
| 154                    | Nils Eekhoff (NED)        | 111è                   |
| 155                    | Niklas Märkl (GER)        | 74è                    |
| 156                    | Marius Mayrhofer (GER)    | 31è                    |
| 157                    | Tim Naberman (NED)        | 124è                   |

| Team Jayco AlUla JAY | Team Jayco AlUla JAY          | Team Jayco AlUla JAY |
| -------------------- | ----------------------------- | -------------------- |
| Núm                  | Ciclista                      | Pos                  |
| 161                  | Luke Durbridge (AUS)          | 134è                 |
| 162                  | Felix Engelhardt (GER)        | 71è                  |
| 163                  | Dylan Groenewegen (NED)       | 17è                  |
| 164                  | Elmar Reinders (NED)          | 91è                  |
| 165                  | Christopher Juul-Jensen (DEN) | 122è                 |
| 166                  | Lucas Hamilton (AUS)          | 69è                  |
| 167                  | Lukas Pöstlberger (AUT)       | DNF                  |

| UAE Team Emirates UAD | UAE Team Emirates UAD      | UAE Team Emirates UAD |
| --------------------- | -------------------------- | --------------------- |
| Núm                   | Ciclista                   | Pos                   |
| 171                   | Pascal Ackermann (GER)     | 121è                  |
| 172                   | Alessandro Covi (ITA)      | DNF                   |
| 173                   | Vegard Stake Laengen (NOR) | DNF                   |
| 174                   | Marc Hirschi (SUI) (ruta)  | 10è                   |
| 175                   | Brandon McNulty (USA)      | 12è                   |
| 176                   | Diego Ulissi (ITA)         | 44è                   |
| 177                   | Tim Wellens (BEL)          | 82è                   |

| Lotto Dstny LTD | Lotto Dstny LTD           | Lotto Dstny LTD |
| --------------- | ------------------------- | --------------- |
| Núm             | Ciclista                  | Pos             |
| 181             | Jarrad Drizners (AUS)     | 105è            |
| 182             | Johannes Adamietz (GER)   | 135è            |
| 183             | Cedric Beullens (BEL)     | 64è             |
| 184             | Arnaud De Lie (BEL)       | 7è              |
| 185             | Michael Schwarzmann (GER) | 128è            |
| 186             | Harry Sweeny (AUS)        | 126è            |
| 187             | Rüdiger Selig (GER)       | 115è            |

| TotalEnergies TEN | TotalEnergies TEN          | TotalEnergies TEN |
| ----------------- | -------------------------- | ----------------- |
| Núm               | Ciclista                   | Pos               |
| 191               | Edvald Boasson Hagen (NOR) | 38è               |
| 192               | Émilien Jeannière (FRA)    | 28è               |
| 193               | Daniel Oss (ITA)           | 79è               |
| 194               | Julien Simon (FRA)         | 112è              |
| 195               | Anthony Turgis (FRA)       | 93è               |
| 196               | Dries Van Gestel (BEL)     | 14è               |
| 197               | Mattéo Vercher (FRA)       | 63è               |

| Israel-Premier Tech IPT | Israel-Premier Tech IPT     | Israel-Premier Tech IPT |
| ----------------------- | --------------------------- | ----------------------- |
| Núm                     | Ciclista                    | Pos                     |
| 201                     | Itamar Einhorn (ISR) (ruta) | 114è                    |
| 202                     | Taj Jones (AUS)             | 72è                     |
| 203                     | Giacomo Nizzolo (ITA)       | 29è                     |
| 204                     | Jens Reynders (BEL)         | 73è                     |
| 205                     | Corbin Strong (NZL)         | 27è                     |
| 206                     | Tom Van Asbroeck (BEL)      | 23è                     |
| 207                     | Rick Zabel (GER)            | 62è                     |